# 迪爾斯 (伊利諾伊州)
迪爾斯（英語：Deers）是位於美國伊利諾伊州尚佩恩縣的一個非建制地區。該地的面積和人口皆未知。

## 地理
迪爾斯的座標為40°03′18″N 88°07′21″W / 40.05500°N 88.12250°W，而該地的平均海拔高度為211米（即692英尺）。